# Ascobolus macrosporus
Ascobolus macrosporus är en svampart som beskrevs av P. Crouan & H. Crouan 1857. Ascobolus macrosporus ingår i släktet Ascobolus och familjen Ascobolaceae.   Inga underarter finns listade i Catalogue of Life.